# Marquês de Fontes Pereira de Melo
Marquês de Fontes Pereira de Melo é um título nobiliárquico criado por D. Luís I de Portugal, por Decreto de data desconhecida, em favor de Maria Henriqueta de Fontes Pereira de Melo.
Titulares
1. Maria Henriqueta de Fontes Pereira de Melo, 1.ª Marquesa de Fontes Pereira de Melo;
2. António Maria de Fontes Pereira de Melo Ganhado, 2.º Marquês de Fontes Pereira de Melo.

Após a Implantação da República Portuguesa, e com o fim do sistema nobiliárquico, usou o título: 
1. António Maria de Fontes Pereira de Melo Ganhado, 3.º Marquês de Fontes Pereira de Melo.